# Club Deportivo Sur y Norte
El Club Deportivo Sur y Norte es un equipo de fútbol profesional de Guayaquil, Provincia del Guayas, Ecuador y se desempeña en la Segunda Categoría del Campeonato Ecuatoriano de Fútbol. En 2020 cedió la franquicia al Club Deportivo Filanbanco.
Está afiliado a la Asociación de Fútbol del Guayas.

## Palmarés
- Datos: Q5774074